# ヘキサクロロフェン
ヘキサクロロフェン（Hexachlorophene）、別名ナバック(Nabac)は、有機塩素化合物の一種である。白色無臭の固体であるが、市販されている物はオフホワイトで、わずかにフェノール臭を持つことがある。水には溶けないが、アセトン、エタノール、ジエチルエーテル、クロロホルムには溶ける。かつては消毒剤として広く使用されていた。医薬分野では、外用の抗感染症剤や抗菌剤として、石鹸や歯磨き粉などに使用されている。また、農業分野では、土壌殺菌剤、植物抗菌薬、ダニ駆除薬として使用されている。

## 市場からの排除

### フランス
1972年、フランスで"Bébé"というブランドのベビーパウダーにより39人の乳児が死亡した。また、数百人の乳児が中枢神経系に大きなダメージを受けた。Bébéブランドのベビーパウダーには、製造時に誤ってヘキサクロロフェンが6%添加されていた。この事故をきっかけに、世界中の消費財からヘキサクロロフェンが排除されることになった。

### アメリカ合衆国
1972年、アメリカ食品医薬品局(FDA)は、ヘキサクロロフェンを1%以上含む製品の製造・販売を禁止した。それ以降、ヘキサクロロフェンを含む製品のほとんどは、医師の処方箋がなければ入手できなくなった。この規制は、ヘキサクロロフェンによる脳障害でアメリカで15人、フランスで39人の死亡例が報告されたことを受けて制定された。
ヘキサクロロフェンを配合した市販製剤を製造していた企業がいくつかあった。そのうちの一つであるメネン社のBaby Magic Bathは、1971年に回収され、小売店から撤去された。
ヘキサクロロフェンを使用した2つの市販製剤、ペーハーアイソデーム(pHisoDerm)とペーハーアイソヘックス(pHisoHex)は、ニキビ治療用の抗菌性皮膚洗浄剤として広く使用されていた。ペーハーアイソデームは、ペーハーアイソヘックスの有効成分にアレルギーがある人のために開発された。禁止命令以降、ペーハーアイソデームはヘキサクロロフェンを含まないように改良されて、市販が継続された。1972年の規制値の3倍である3%のヘキサクロロフェンを含んでいたペーハーアイソヘックスは、購入に処方箋が必要なボディソープとして販売された。ペーハーアイソヘックスは、ヨーロッパでは1980年代まで市販されていた。ペーハーアイソヘックスはサノフィ・アベンティス社が独占的に製造していたが、ペーハーアイソデームのブランドはメンソレータム社に買収された。サノフィ・アベンティス社は、2013年9月に全てのペーハーアイソヘックス製品の生産を中止した。トリクロサンなどの代替品が開発されたが、ヘキサクロロフェンのような殺菌力を持つものはなかった。
ダイヤル石鹸は、ヘキサクロロフェンを含まないように処方を変更した。
ヘキサクロロフェンが一時含まれていたブリストル・マイヤーズ社の歯磨き粉ブランド「アイパナ」は、製造が中止された。

### ドイツ
ドイツでは、1985年からヘキサクロロフェンを含む化粧品が禁止されている。

### オーストリア
オーストリアでは、1990年からヘキサクロロフェンを含む医薬品の販売が禁止されている。

## 製造
ヘキサクロロフェンは、2,4,5-トリクロロフェノールをホルムアルデヒドでアルキル化することにより製造される。ブロモクロロフェンやジクロロフェンなどの関連する防腐剤も、同様の製法で製造される。

## 危険性
ヘキサクロロフェンのLD50（経口、ラット）は59 mg/kgであり、毒性が比較的強いことが示されている。ウルマン産業化学事典は変異原性や催奇性はないとしているが、国際がん研究機関は「胚毒性があり、いくつかの催奇性作用をもたらす」としている。
ヘキサクロロフェンの製造の際には汚染物質である2,3,7,8-テトラクロロジベンゾパラダイオキシン(TCDD)が発生する。過去に、何キログラムものTCDDを放出する事故が何度か報告されている。2,4,5-トリクロロフェノールとホルムアルデヒドの反応は発熱性である。反応の際に十分な冷却が行われないと、TCDDが大量に発生する。セベソ事故は、ヘキサクロロフェン製造の産業上の危険性を例示するものである。

## 商品名
ヘキサクロロフェンの商品名には、Acigena, Almederm, AT7, AT17, Bilevon, Exofene, Fostril, Gamophen, G-11, Germa-Medica, Hexosan, K-34, Septisol, Surofene, M3などがある。